# 171588 Náprstek
(171588) Náprstek, denumire internațională (171588) Naprstek, este un asteroid din centura principală de asteroizi.

## Descriere
171588 Náprstek este un asteroid din centura principală de asteroizi. A fost descoperit pe 26 noiembrie 1999 la Observatorul Kleť de Jana Tichá și Miloš Tichý. Asteroidul prezintă o orbită caracterizată de o semiaxă mare de 2,47 ua, o excentricitate de 0,20 și o înclinație de 2,4° în raport cu ecliptica.